# Compañía General de Combustibles
Compañía General de Combustibles S.A., conocida por su acrónimo CGC, es una empresa privada argentina especializada en la exploración, explotación, desarrollo y producción de hidrocarburos.
Fundada en 1920, desde 2013 el 70 % de las acciones son propiedad de la empresa española Latin Exploration S.L.U., propiedad del holding argentino Corporación América. El 30 % restante pertenece a Sociedad Comercial del Plata.

## Historia
Se fundó en 1920 en Argentina como una empresa de transporte y comercialización de Fueloil y Diésel a través de la marca Puma. En 1940 la empresa es vendida a Sociedad Comercial del Plata (SCP). En 1964 CGC adquiere Argengás, una compañía dedicada al envasado y distribución de garrafas.
En los años 80s la empresa adquiere participaciones en áreas de exploración y producción de petróleo y gas en el país y empieza a dedicarse exclusivamente a eso. En 1992, tras la privatización de Gas del Estado, se introduce al negocio del transporte de gas a través de Transportadora Gas del Norte S.A. de la cual es accionista mayoritario en sociedad con Tecpetrol del Grupo Techint.En 1994 SCP fusionó Puma con Isaura S.A. y Astra Compañía Argentina de Petróleo S.A. para formar la empresa Eg3.
En 2003, en medio de una crisis financiera de SCP, venden el 81 % de CGC al fondo Southern Cross del empresario Norberto Morita, a través de la empresa Latin Exploration S.L.U., reteniendo únicamente el 19 %.
En 2013, Corporación América compra Latin Exploration S.L.U. por 200 millones de dólares, quedándose así con el 81 % de CGC. En la misma operación vendió un 11 % de las acciones a SCP, por lo que quedó con un 30 % de la compañía.
En 2021 compró la subsidiaria Sinopec Argentina Exploration and Production de la empresa estatal china Sinopec Group.

## Empresas en las que posee participación
- Gasinvest S.A. (40,86 %)
- Gasoducto GasAndes S.A. (43,5 %)
- Gasoducto GasAndes S.A. (Chile) (43,5 %)
- Transportadora de Gas del Norte S.A. (28,2 %)
- Andes Operaciones y Servicios S.A.
- Transportadora de Gas del Mercosur S.A. (15,8 %)